# Mosquée de Hadži Ahmed Dukatar
La mosquée de Hadži Ahmed Dukatar, également connue sous les noms de Dukatareva džamija ou de Glavica džamija, est située en Bosnie-Herzégovine, dans la ville de Livno et dans la municipalité de Livno. Construite entre 1562 et 1574, elle est inscrite sur la liste provisoire des monuments nationaux de Bosnie-Herzégovine.

## Localisation

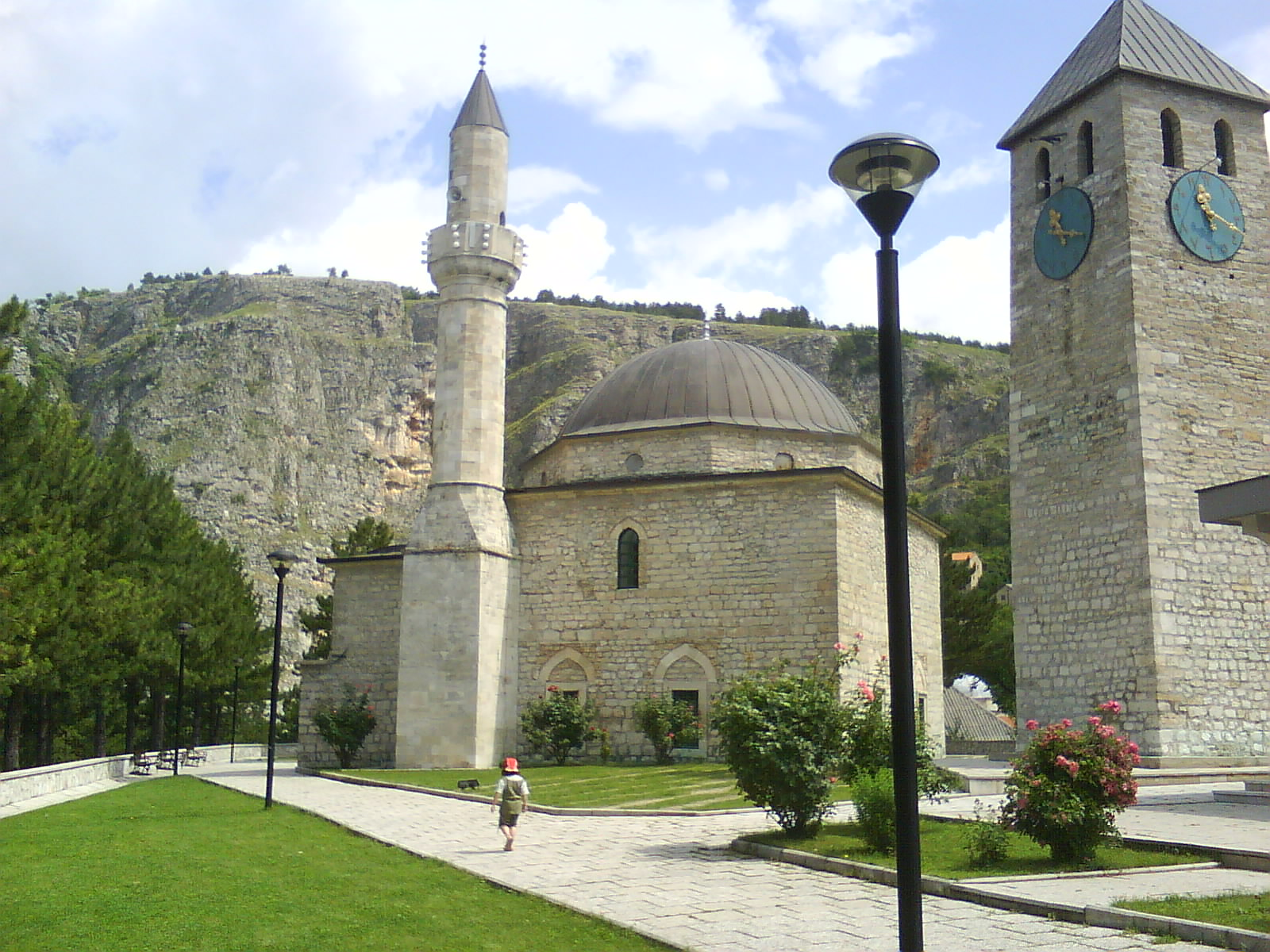
Vue de la mosquée avec la tour de l'Horloge